# Bálint Korpási
Bálint Korpási (* 30. března 1987 Ostřihom, Maďarsko) je maďarský zápasník klasik.

## Sportovní kariéra
Zápasení se věnuje od útlého dětství. S klasickým stylem zápasu začal v 10 letech. Jeho domovským klubem je Budapesti VSC. V maďarské seniorské reprezentaci se pohyboval s přestávkami od roku 2008 v lehké váze do 66 kg. Do roku 2012 jako dvojka za Tamáse Lőrincze. Od roku 2014 se prosazuje v nově vypsané, neolympijské lehké velterové váze do 71 kg. V roce 2016 získal titul mistra světa ve váhových kategoriích, které nebyly součástí olympijských her v Riu.

## Výsledky
| Turnaj             | 2008       | 2009       | 2010       | 2011       | 2012       | 2013 | 2014                 | 2015                 | 2016                 | 2017                 |
| Turnaj             | 21         | 22         | 23         | 24         | 25         | 26   | 27                   | 28                   | 29                   | 30                   |
| Turnaj             | lehká váha | lehká váha | lehká váha | lehká váha | lehká váha |      | lehká velterová váha | lehká velterová váha | lehká velterová váha | lehká velterová váha |
| ------------------ | ---------- | ---------- | ---------- | ---------- | ---------- | ---- | -------------------- | -------------------- | -------------------- | -------------------- |
| Olympijské hry     | —          |            |            |            | —          |      |                      |                      | —                    |                      |
| Mistrovství světa  |            | —          | —          | —          |            | úč.  | úč.                  | úč.                  | 1.                   |                      |
| Evropské hry       |            |            |            |            |            |      |                      | 2.                   |                      |                      |
| Mistrovství Evropy | úč.        | —          | —          | —          | úč.        | úč.  | —                    | 2.                   | 3.                   | 1.                   |